# Эль-Порвенир-де-Веласко-Суарес
Эль-Порвенир-де-Веласко-Суарес (исп. El Porvenir de Velasco Suárez), в простом обращении Эль-Порвенир (исп. El Porvenir) — посёлок в Мексике, штат Чьяпас, входит в состав муниципалитета Эль-Порвенир и является его административным центром. Численность населения, по данным переписи 2020 года, составила 1775 человек.

## Общие сведения
Название посёлка составное: El Porvenir с испанского языка можно перевести как — будущее, а Velasco Suárez дано в честь о докторе и губернаторе Мануэле Велеско Суаресе.
Посёлок был основан 13 января 1890 года путём объединения трёх ранчерий: Мале, Лагуна-Сека и Камбиль, по декрету губернатора Мануэля Карраскоса.
31 июля 1976 года к названию посёлка была добавлена фамилия доктора Мануэля Велеско Суареса.